# Bixr ibn Safwan al-Kalbí
Bixr ibn Safwan al-Kalbí (àrab: بشر بن صفوان الكلبي, Bixr b. Ṣafwān al-Kalbī), conegut com a Ibn Hàndhala (àrab: ابن حنظلة, Ibn Ḥanẓala), fou governador o valí omeia d'Egipte (720-721) i d'Ifríqiya (721 a 728). Era germà d'Hàndhala ibn Safwan ibn Zuhayr al-Kalbí, que també fou governador d'Egipte i Ifríqiya.
El va nomenar el califa Yazid II per succeir Yazid ibn Abi-Múslim ath-Thaqafí, i mentre arribava el govern va passar a Muhàmmad ibn Aws al-Ansarí (altres fonts diuen que a l'antic governador Muhàmmad ibn Yazid al-Quraixí). Va deixar el govern d'Egipte al seu germà Hàndhala ibn Safwan al-Kalbí que el va exercir fins al 724. Va engrandir i arranjar la gran mesquita de Kairuan. Va morir el gener del 728 i el va substituir Ubayda ibn Abd-ar-Rahman as-Salamí.